# 我們的七日戰爭
《我們的七日戰爭》（ぼくらの七日間戦争）是宗田理所著的小說，1985年4月發行。「我們系列」的第一作。
改編真人電影於1988年上映，宮澤理惠主演，這是宮澤的演員出道作。續集電影於1991年上映。
2019年12月，改編動畫電影《我們的7日戰爭》（ぼくらの7日間戦争）上映，北村匠海和芳根京子主演。

## 外部連結
- 2019年版動畫電影官方網站 （页面存档备份，存于）（日語）